# Carlos Berlanga
Carlos Berlanga Lope, né le 9 juin 1972 à Saragosse, est un ancien athlète espagnol, spécialiste du 100 m.
Septième du relais 4 × 100 m lors des Championnats du monde 1997, avec ses coéquipiers Frutos Feo, Venancio José et Jordi Mayoral (en demi-finale, ils battent le record d'Espagne en 38 s 60 à Athènes le 9 août). Il a également couru la finale du relais lors de la Coupe du monde 2002.
Son meilleur temps sur 100 m est de 10 s 29 (1996 à Monachil).